# JustView
JustViewとはジャストシステムが開発したWebブラウザで、同社の登録商標である。
JUSTSystemイントラネットツールの一部で、このイントラネットツールには、このブラウザ以外にもメーラーなどが附属しており、パッケージの内容はNetscapeに似ていた。このパッケージは単体では公開されていなかった。
表示関連ではほぼNetscape Navigator3.x相当だったが、NN3.xの独自拡張だったMULTICOLをさらに発展させ縦書き機能を搭載していた。また、Netscapeプラグインも一部動作させることができた。
単独で配布されたことはなく、一太郎Office8・一太郎9＆花子9スペシャルパックに付属していたのみ。以降のバージョンには含まれない。
最後にリリースされたバージョンは、JustView3.01だった。以降ブラウザの開発は行われていないが、ジャストシステム独自のHTML表示エンジン自体は開発が続けられているようで、ShurikenのHTML表示エンジンとして現在も使われている（「JSHTMLビューア」という名称になっている。ただし完全な表示はできないのでInternet ExplorerのTridentエンジンを使用して表示することも可能である）。